# Majas na balkonie (obraz przypisywany Franciscowi Goi)

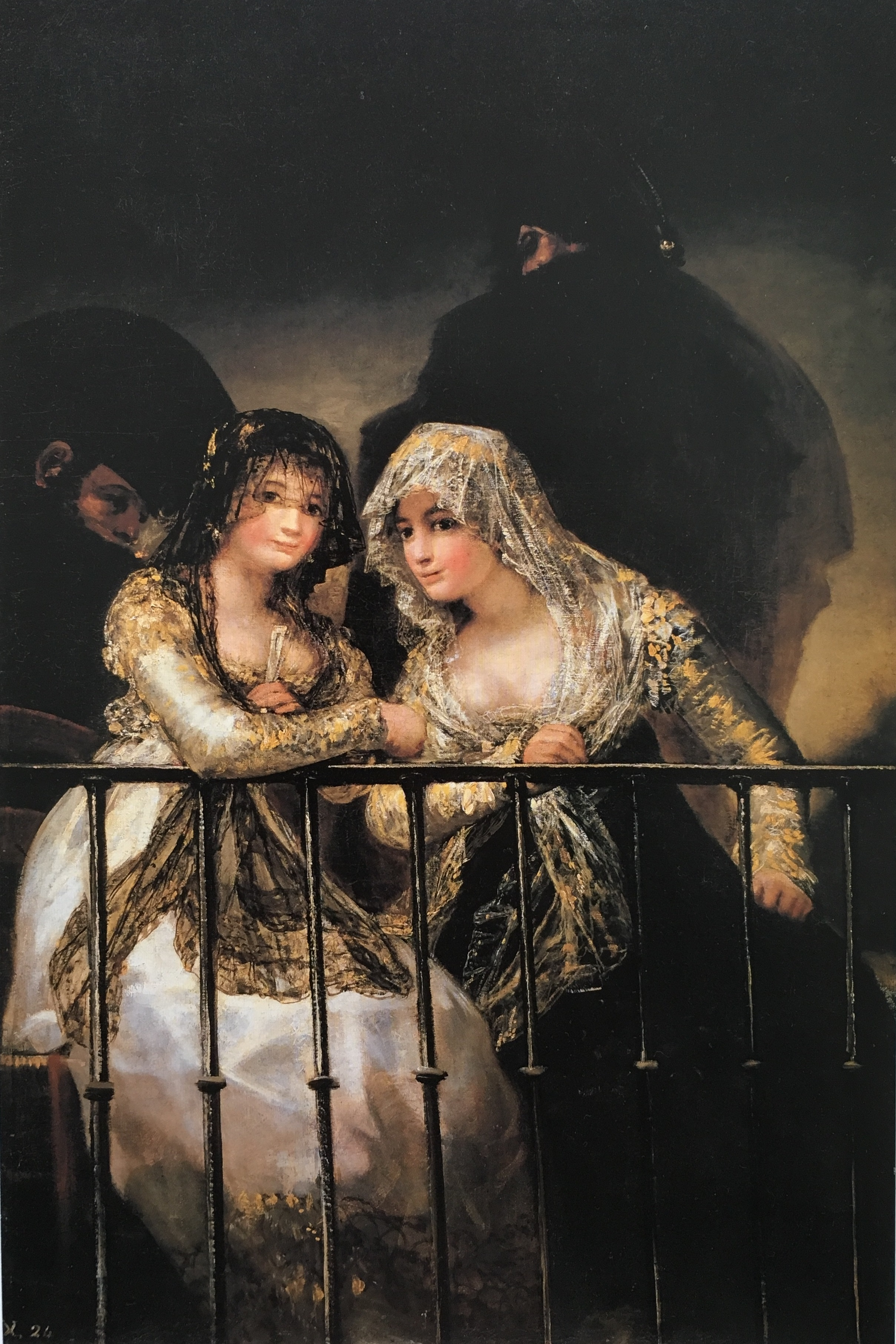
Majas na balkonie, 162 × 107 cm, w prywatnej kolekcji barona Rothschilda w Szwajcarii

Majas na balkonie (hiszp. Majas en un balcón lub Majas al balcón) – obraz tradycyjnie przypisywany hiszpańskiemu malarzowi Franciscowi Goi. Obecnie wielu historyków sztuki kwestionuje autorstwo i uznaje obraz za dzieło naśladowcy lub warsztatu Goi. Obraz znajduje się w zbiorach Metropolitan Museum of Art w Nowym Jorku. W prywatnej kolekcji barona Rothschilda w Szwajcarii znajduje się udokumentowana wersja Majas na balkonie autorstwa Goi.

## Atrybucja
Zarówno obraz z prywatnej kolekcji, jak i z Metropolitan Museum of Art były przez dłuższy czas uważane za dwie autorskie wersje Goi. Od 1995 zaczęto kwestionować atrybucję nowojorskiego płótna. Kuratorzy muzeum uważają, że syn malarza Javier Goya zlecił wykonanie kopii, którą sprzedał infantowi Sebastianowi. Jest to prawdopodobne, gdyż Javier po śmierci ojca utrzymywał się głównie ze sprzedaży odziedziczonych dzieł, których liczba była ograniczona. Możliwe również, że infant sam zamówił kopię. Zanim ten obraz trafił do amerykańskiej kolekcji Havemeyerów w 1904, został wysłany do Paryża w celu gruntownej konserwacji. Archiwalne fotografie świadczą o tym, że był znacznie uszkodzony. Braki farby w tle i na pierwszym planie zostały wtedy uzupełnione.
Javier Goya miał zachować oryginalny obraz i sprzedać go francuskiemu królowi Ludwikowi Filipowi I. Ta wersja, obecnie w prywatnej kolekcji w Szwajcarii, jest namalowana typowymi dla Goi szybkimi pociągnięciami pędzla, z dużą ilością farby, bez dbałości o szczegóły. W spojrzeniu kobiet widoczne jest porozumienie i poufność, tak jakby dzieliły się sekretem. Podobnej relacji brak na obrazie z Metropolitan Museum of Art, gdzie kobiety pochylają się do siebie bez wyraźnego powodu. Ich twarze są namalowane cienkimi i dokładnymi pociągnięciami pędzla, podczas gdy stroje bardziej przypominają szybki styl Goi. Typowe dla kopii jest także to, że balkon został namalowany jako pierwszy, a suknie kobiet dodane między żeberkami barierki. Obraz z MET powstał na nowym płótnie, a ten z prywatnej kolekcji na obrazie innego autora, podobnie jak jego pendant. Jest również mało prawdopodobne, żeby Goya namalował drugą wersję tego typu obrazu. Z drugiej strony, ponieważ obraz był zniszczony i kilkakrotnie restaurowany, trudno określić jego oryginalną część. Możliwe, że Goya pozostawił ten obraz niedokończony w swoim warsztacie, gdyż centralna grupa postaci została namalowana w szybki i pewny sposób bez poprawek, a inny malarz uzupełnił braki. Widoczne jest także typowe dla artysty zręczne użycie noża paletowego.

## Opis obrazu
Słowo maja w języku hiszpańskim oznaczało młodą kobietę pochodzącą z niższych sfer społecznych, modnie i krzykliwie ubraną ślicznotkę. Arystokratki z XIX wieku (m.in. muza Goi, księżna Alba) często przebierały się za majas, imitując ich kolorowy, prowokacyjny styl.
Dwie piękne kobiety siedzą na balkonie, opierając się o jego żelazną balustradę. Ich postawa jest prowokacyjna, chcą zwrócić na siebie uwagę patrzącego z dołu widza. Bardziej niż obserwować ulicę, same chce być obserwowane. Jedna jest blondynka, a druga brunetką. Ubrane według mody burżuazji, mają na sobie kolejno białą i czarną jedwabną baskinę oraz odwrotnie czarną i białą koronkową mantylę na głowie. Za nimi stoją dwaj tajemniczy mężczyźni, przyjmujący konspiracyjne pozy. 

## Proweniencja
Obraz z Metropolitan Museum of Art pochodził z kolekcji infanta Sebastiana Gabriela Burbon-Bragança, syna infantki Marii Teresy Portugalskiej. Infant nabył go od syna Goi po śmierci malarza w 1828, ale prawdopodobnie jeszcze przed 1835. W wyniku sekwestru dóbr infanta obraz trafił do Muzeum Trójcy Świętej w Madrycie, po czym został zwrócony infantowi w 1860. Obraz odziedziczył jego syn Francisco María Burbon, książę Marcheny. W październiku 1904, również za pośrednictwem Paula Duranda-Ruela, obraz zakupił amerykański przemysłowiec i kolekcjoner sztuki Henry Osborne Havemeyer. Spuścizna Havemeyerów stała się częścią zbiorów Metropolitan Museum of Art w Nowym Jorku.